# Turkish Studies
Turkish Studies ist eine internationale wissenschaftliche Zeitschrift für Turkologie. Sie erscheint seit 2000 vierteljährlich bei Taylor & Francis in London und unterliegt einem Peer-Review. Sie deckt thematisch den politologischen, soziologischen, historischen und ökonomischen Bereich ab.
Herausgeber sind Barry Rubin († 2014) und Paul Kubicek vom Global Research in International Affairs (GLORIA) Center am Interdisciplinary Center (IDC) in Herzlia, Israel. Der international besetzten Redaktion gehören Meliha Altunisik, Ayse Ayata, Ilker Aytürk, Zeyno Baran, Ali Çarkoglu, Bilge Criss, M. Mustafa Erdogdu, Metin Heper, Ersin Kalaycoglu, Kemal Kirisci, Alan Makovsky, Andrew Mango, Lenore Martin, Tarik Oguzlu, Sabri Sayari, Kemal Silay, Gareth Winrow, Birol Yesilada und Suhnaz Yilmaz an.
Gemäß dem Social Science Citation Index (SSCI) 2012 hatte sie einen Impact Factor von 0.592.